# Catonephele numilia
Catonephele numilia – gatunek motyla z rodziny rusałkowatych i podrodziny Biblidinae. Zamieszkuje krainę neotropikalną od Meksyku po Argentynę.

## Taksonomia
Gatunek ten po raz pierwszy opisany został w 1775 roku przez Pietera Cramera pod nazwą Papilio numilia. Jako miejsce typowe autor wskazał Surinam. W obrębie tego gatunku wyróżnia się pięć podgatunków:
- Catonephele numilia esite (R. Felder, 1869)
- Catonephele numilia immaculata Jenkins, 1985
- Catonephele numilia neogermanica Stichel, 1899
- Catonephele numilia numilia (Cramer, 1775)
- Catonephele numilia penthia (Hewitson, 1852)

## Morfologia

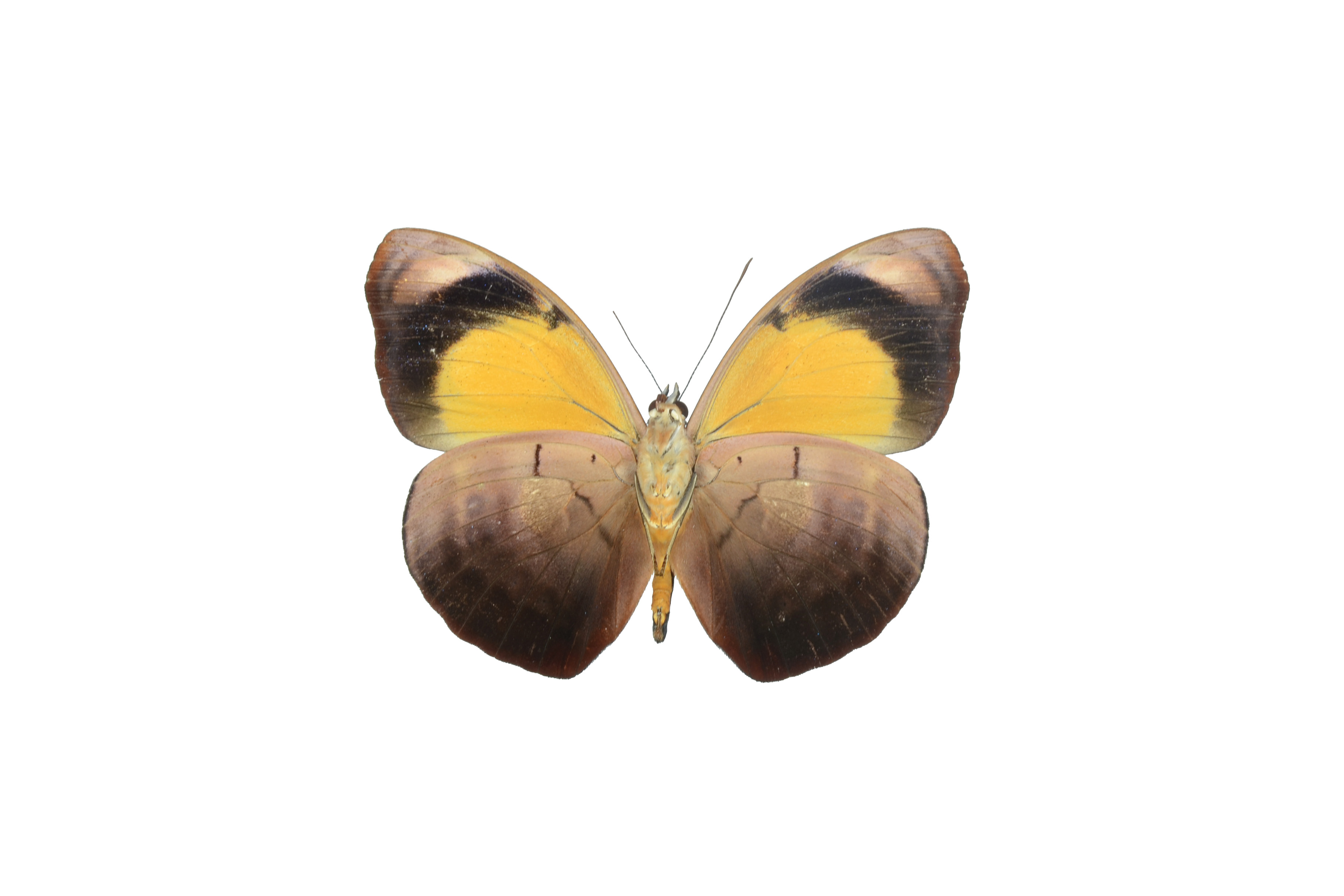
Samiec, widok od spodu

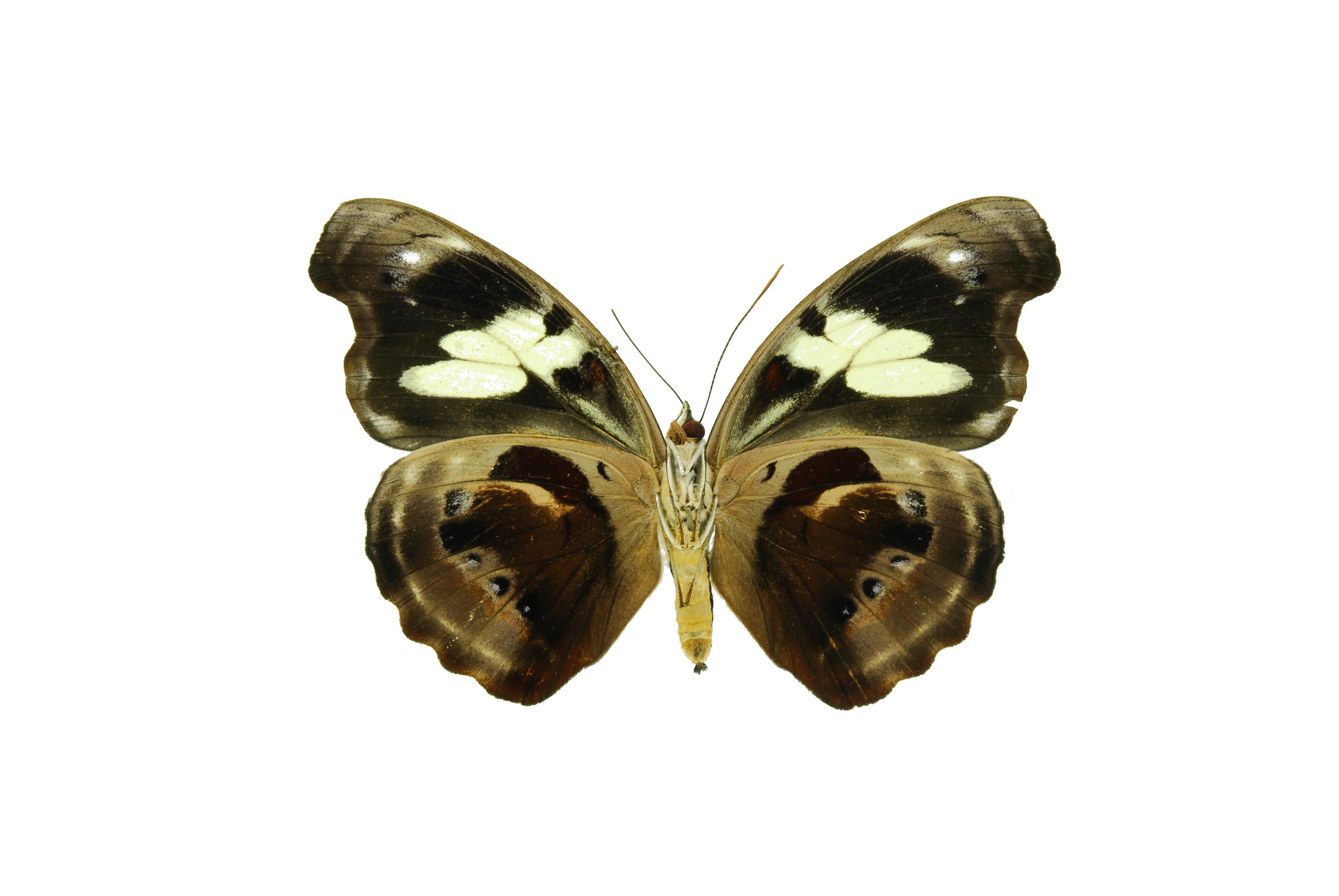
Samica, widok od spodu

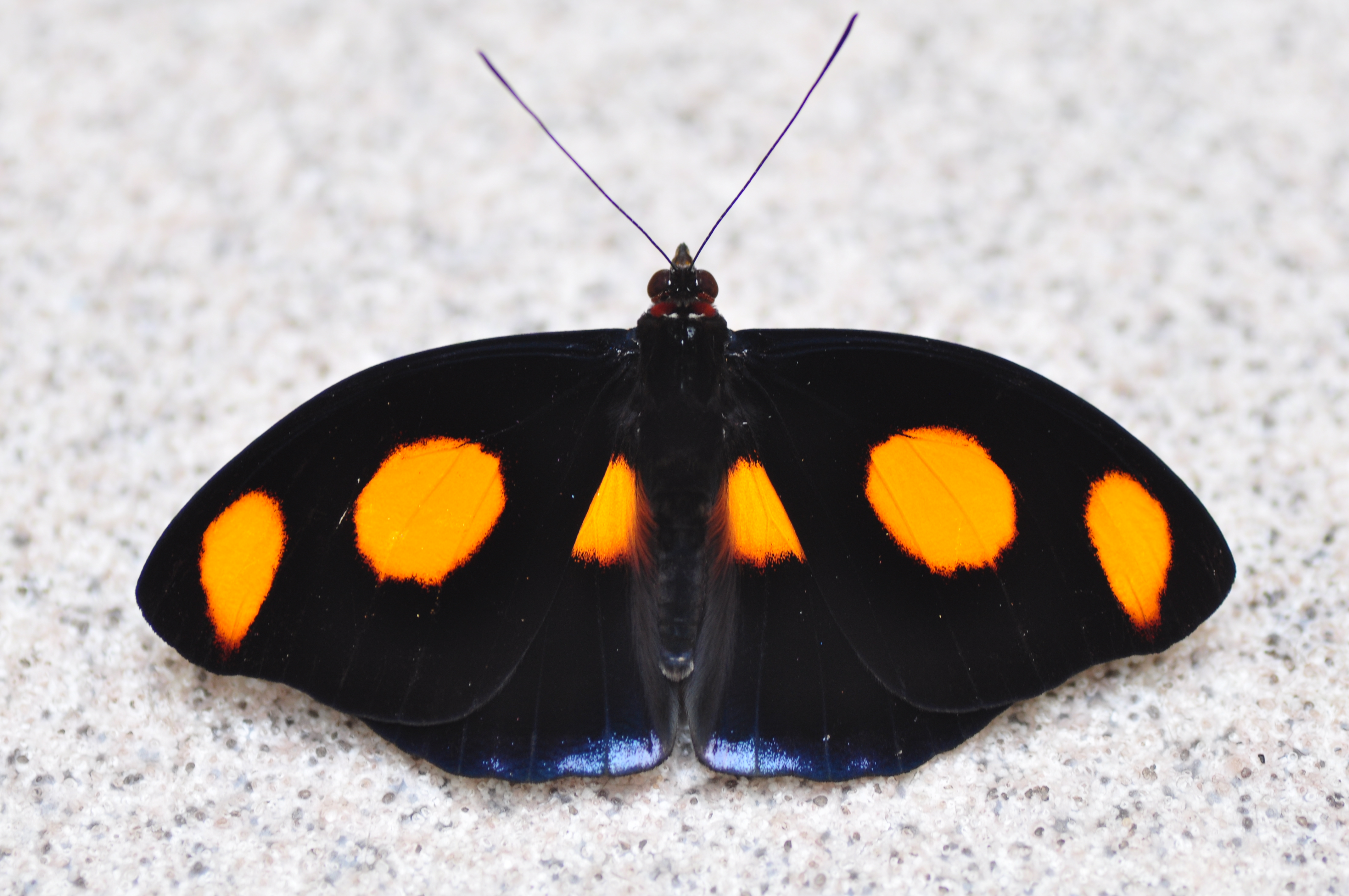
Samiec w pozycji spoczynkowej

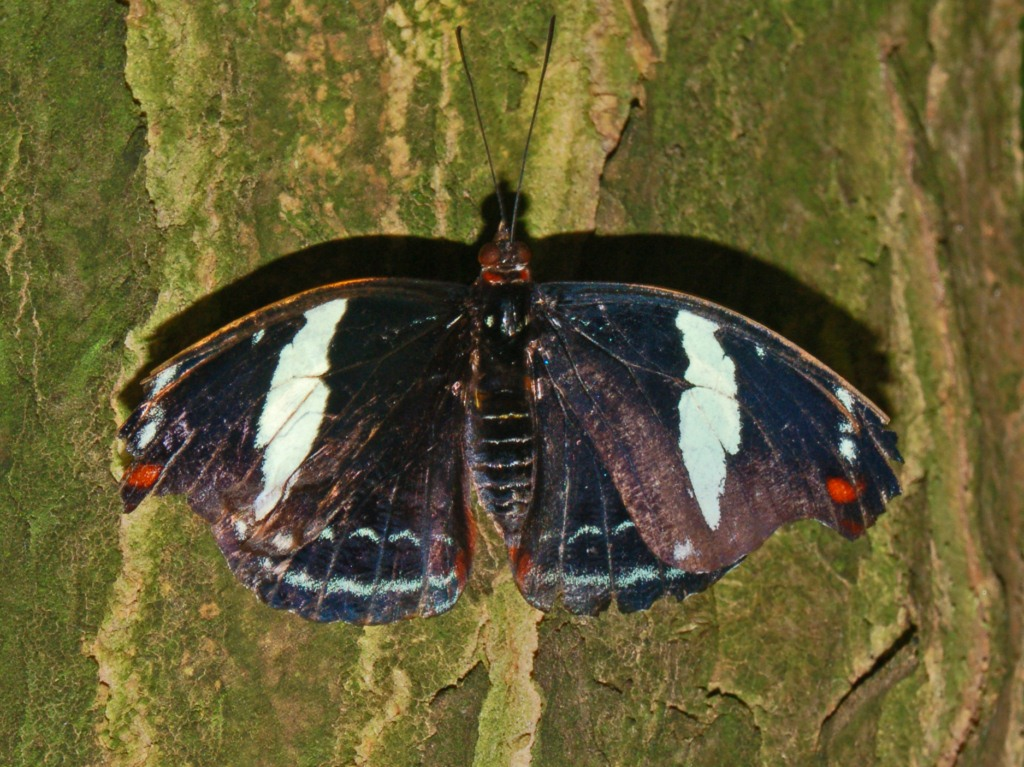
Samica w pozycji spoczynkowej

Motyl ten osiąga od 70 do 75 mm rozpiętości skrzydeł. Występuje u niego silny dymorfizm płciowy. U samca brzeg zewnętrzny skrzydła przedniego jest lekko wklęśnięty, a brzeg zewnętrzny skrzydła tylnego zaokrąglony. U samicy brzeg zewnętrzny skrzydła przedniego jest bardzo mocno wykrojony, a brzeg zewnętrzny skrzydła tylnego faliście powycinany. U samca wierzch obu par skrzydeł ma tło aksamitnie czarne; na skrzydle przednim widnieją dwie jaskrawo pomarańczowe plamy, jedna pośrodku, druga bliżej wierzchołka, zaś na skrzydle tylnym znajduje się jedna plama jaskrawo pomarańczowa w pobliżu nasady oraz plamki fioletowe − większa w części przednio-zewnętrznej i mniejsze przy krawędzi tylnej. U samicy wierzch skrzydła przedniego jest czarny z dużą, ukośną plamą białą pośrodku oraz mniejszymi białymi plamkami koło wierzchołka i wzdłuż krawędzi zewnętrznej, natomiast wierzch skrzydła tylnego jest brązowoczerwony z czarnymi plamkami do czarnego, zawsze z parą białych, poprzerywanych kresek wzdłuż brzegu zewnętrznego i tylnego. Spód skrzydeł u obu płci ma tło aksamitno brązowe, często wpadające w odcienie różu lub fioletu. U samca na spodzie przedniego skrzydła znajduje się żółta do pomarańczowej plama rozciągająca się od nasady i odgraniczona z przodu i z zewnętrznego boku rozmytą smugą czarną. U samicy na spodzie skrzydła przedniego leży ukośna plama biała. Wzór na spodzie skrzydła tylnego również różni się między płciami; m.in. u samicy występują rozległe przyciemnienie części środkowej oraz małe, czarne plamki.
Gąsienica ma głowę pomarańczową, różową lub czerwoną z czarnymi znakami po bokach i u dołu. Na głowie znajdują się długie, czarno-zielone rogi wyposażone w długie kolce. Reszta ciała gąsienicy jest zielona z białym nakrapianiem i wyposażona w rozgałęzione na szczytach kolce o barwie zielono-biało-czarnej z nasadami pomarańczowymi lub czerwonymi.

## Ekologia i występowanie
Owad ten zasiedla głównie lasy tropikalne. Imagines latają za dnia. Wśród roślin żywicielskich gąsienicy wymienia się przedstawicieli rodzajów Alchornea i Citharexylum.
Gatunek neotropikalny, rozprzestrzeniony od południowego Meksyku przez Amerykę Centralną, Trynidad, Wenezuelę, Gujanę, Surinam, Gujanę Francuską, Kolumbię, Ekwador, Peru, Boliwię i Brazylię po Paragwaj i Argentynę.